# Francisque Rive
Pour les articles homonymes, voir Rive.
Francisque Rive est un homme politique français né le 17 novembre 1837 à Belley (Ain) et décédé le 12 avril 1898.
Avocat à Belley en 1861, il est un opposant à l'Empire. après le 4 septembre 1870, il est nommé procureur à Bourg-en-Bresse. Il démissionne rapidement et est représentant de l'Ain de 1871 à 1876, siégeant au centre gauche. Il est secrétaire de l'assemblée de 1871 à 1874. Il ne se représente pas en 1876 et reprend ses activités d'avocat.

## Sources
- « Francisque Rive », dans Adolphe Robert et Gaston Cougny, Dictionnaire des parlementaires français, Edgar Bourloton, 1889-1891 [détail de l’édition]